# Maestro del Registrum Gregorii
Il maestro del Registrum Gregorii (fl. 980-996) fu copista e miniaturista durante la c.d. "Rinascita ottoniana".

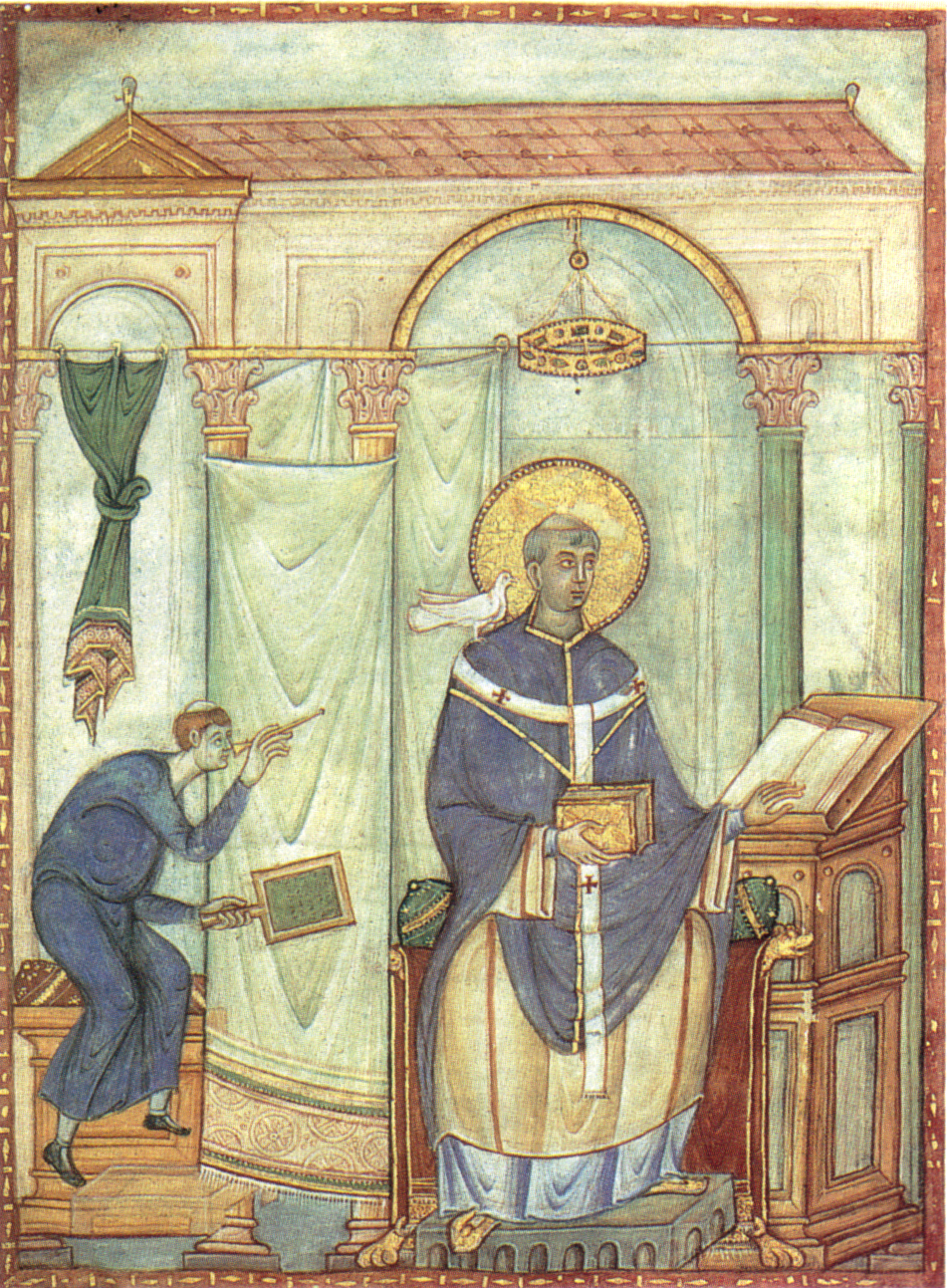
Registrum Gregorii, "San Gregorio scrive sotto l'ispirazione della colomba dello Spirito Santo", Maestro del Registrum Gregorii.

Deve il suo nome allo storico Arthur Haseloff che lo identificò dai due fogli aggiunti in epoca ottoniana al Registrum Gregorii, manoscritto realizzato in età carolingia. Fu attivo a Treviri, al tempo di Egberto di Treviri, e in svariate altre parti del Sacro Romano Impero. Pur fondamentale per lo sviluppo della miniatura ottoniana e in generale per l'arte occidentale, rimane ad oggi anonimo.

## Stile
Ritenuto «il più alto esponente della miniatura aulica ottoniano», il Maestro del Registrum Gregorii sviluppò uno stile veramente originale nella miniatura ottoniana. Ebbe infatti un peso determinante nella formazione dello stile e del repertorio formale della miniatura di Treviri, dell'Abbazia di Reichenau, di Colonia, della regione mosana e soprattutto di Echternach. Installato in una bottega al servizio dell'arcivescovo Egberto di Treviri (950-993) ma attivo anche per conto dell'imperatore Ottone III, quest'anonimo artista rinnovò lo stile delle miniature del suo tempo accedendo senza dubbio a modelli risalenti all'Antichità. Molte delle sue miniature sono quindi influenzate dall'Itala di Quedlinburg o dal Virgilio vaticano, due dei pochi manoscritti tardo-antichi allora (e oggi) ancora conservati. L'artista trasse comunque motivi e iconografia anche da diversi manoscritti carolingi.
La sua opera è generalmente figurativa e caratterizzata da grandi figure statuarie avvolte da panneggi altamente stilizzati che suggeriscono un corpo volumetrico sottostante. L'ombreggiatura si ottiene schiarendo con il bianco e oscurando con toni più profondi dello stesso colore. Le teste delle figure tendono ad essere proporzionalmente piccole, tuttavia i volti sono resi particolarmente bene, con un'attenzione ai singoli dettagli che suggerisce la ritrattistica. Lo spazio è rappresentato da piani successivi, sovrapposti l'uno all'altro in una vera e propria stratificazione. Le forme sono delimitate in modo molto netto e da curve armoniose. La ricerca del naturalismo, soprattutto nella resa dei dettagli del mobilio, è evidente. I colori presentano sia sfumature chiare sia sfumature canore, con la tonalità più chiara sopra e quella più scura sotto. È in particolare il colore blu che viene utilizzato in questo modo in numerose occasioni. Gli sfondi colorati sono molto ariosi e talvolta interamente ricoperti d'oro, come nell'Evangeliario della Sainte-Chapelle. È la prima volta nella miniatura dell'Alto Medioevo che questo processo viene utilizzato.

## Alcuni lavori attribuiti
- Sacramentario di Treviri (Museo Condé de Chantilly)
- Sette miniature dal Codex Egberti ( Stadtbibliothek Trier)
- Evangeliario della Sainte-Chapelle ( Biblioteca Nazionale di Francia )
- Iniziali e bordi di un sacramentario di Treviri (Biblioteca Nazionale di Francia)
- Pagina del prologo, capolettera e prima pagina di testo del Salterio di Egberto (Stadtbibliothek Trier)
- Ornamenti da un vangelo di Treviri ( John Rylands Library, Manchester )
- Miniatura dell'Evangelista Marco (Biblioteca del Seminario San Pietro nella Foresta Nera)
- Miniatura di San Willibrord (Biblioteca Nazionale di Francia, Codex latinus 10510)
- Miniatura dell'Annunciazione (Biblioteca dell'Università di Würzburg)

## Identificazione
Il professor Carl Nordenfalk ipotizza che il Maestro del Registrum Domini possa essere il Johannes Italicus, chiamato dall'Italia ad Aquisgrana da Ottone III nel 996, per comporre gli affreschi della cattedrale (spec. nella Cappella Palatina di Carlo Magno) ma il professor Harmut Hoffmann confuta questa ipotesi, sostenendo che il Maestro del Registrum Gregorii nel 996 era stato attivo per lungo tempo a nord delle Alpi e che non aveva origini italiane. Inoltre, la composizione del Registrum Gregorii sembra essere anteriore a questa data, poiché l'arcivescovo Egberto, committente del manoscritto, morì nel 993.
Theodor K. Kempf, direttore del Museo diocesano di Treviri, identifica, da parte sua, il Maestro del Registrum Gregorii in Benna, precettore di Sant'Editta e autore della Croce di Benna della cattedrale di Magonza. Anche questa identificazione non può essere mantenuta, perché Benna viveva nel regno del Wessex quando il miniatore di Treviri iniziò la sua carriera artistica, e Benna non fu mai conosciuto come miniatore.